# Neochelonia melaleuca
Neochelonia melaleuca là một loài bướm đêm thuộc phân họ Arctiinae, họ Erebidae.